# Derby-West Kimberley Shire
Koordinaten: 17° 19′ S, 123° 38′ O

Das Shire of Derby-West Kimberley ist ein lokales Verwaltungsgebiet (LGA) im australischen Bundesstaat Western Australia. Das Gebiet ist 104.080 km² groß und hat etwa 7750 Einwohner (2016).
Derby-West Kimberley liegt an der australischen Nordküste in der Region Kimberley etwa 1800 Kilometer nordöstlich der Hauptstadt Perth. Der Sitz des Shire Councils befindet sich in der Stadt Derby, wo etwa 3300 Einwohner leben (2016).

## Verwaltung
Der Derby-West Kimberley Council hat neun Mitglieder. Sie werden von allen Bewohnern des Shires gewählt. Derby-West Kimberley ist nicht in Bezirke unterteilt. Aus dem Kreis der Councillor rekrutiert sich auch der Ratsvorsitzende (Shire President).